# Karel Fron
Karel Fron (* 1947 in Kutná Hora, Okres Kutná Hora, Tschechoslowakei) ist ein tschechisch-deutscher Bildhauer und Goldschmied.

## Leben
Karel Fron floh nach dem Prager Frühling 1968 in die Bundesrepublik Deutschland. Seit 1971 lebt er in München, wo er sich an der Akademie der Bildenden Künste München immatrikulierte und unter Hans Ladner sein Studium als Meisterschüler abschloss. Anschließend arbeitete er als Assistent von Ladner. 1983 eröffnete er ein eigenes Atelier und Goldschmiede. Seit dem Jahr 2000 ist er Leiter und Direktor der Freien Kunstwerkstatt München.
Als Bildhauer schuf er zahlreiche Skulpturen im öffentlichen Raum, darunter Werke in Wiesloch, Oberviechtach, Rauenberg und München. Zu seinen bekanntesten Arbeiten zählt die überlebensgroße Gerd-Müller-Statue vor der Allianz Arena.
Fron lebt und arbeitet in München, wo er kontinuierlich an neuen Projekten im Bereich der Bildhauerei und Goldschmiedekunst arbeitet.

## Werke
- Karlheinz Böhm Preis-Skulptur[1]
- Brunnengalierie Flötenspieler, Wiesloch[2]
- Zwei Pferdeportraits, Maja und Gajo, Wiesloch[3]
- Ensemble „Zeitspirale“, bestehend aus der „Vergangenheit, Gegenwart und Zukunft“, Wiesloch[4]
- Wieslocher Weinbrunnen, die „Bacchusquelle“, Wiesloch[5]
- Gedenktafel „Reichskristallnacht“, Wiesloch[6]
- Dr. Max Schwarz Brunnen, Oberviechtach[7]
- Kurt-Landauer-Denkmal, München[8][9]
- Gerd-Müller-Statue, München[10][11]